# Скотт Міллер
Скотт Міллер (англ. Scott Miller; нар. 1961, штат Флорида) — американський підприємець, найбільш відомий як засновник компанії Apogee Software, Ltd. (3D Realms).

## Біографія
Народився 1961 року у штаті Флорида, США. У дитинстві жив у свого батька, який був інженером у NASA та працював над космічними програмами «Джеміні» та «Аполлон». В одинадцятирічному віці разом із сім'єю переїхали до Австралії через роботу батька, де протягом п'яти років Скотт відвідував місцеву вищу школу. 1979 року він повернувся до Сполучених Штатів.